# Kōichi Imaizumi
Kōichi Imaizumi (今泉浩一) est un réalisateur, scénariste, monteur et acteur japonais.
Dans les années 1990, il commence sa carrière comme acteur de pinku eiga. À partir des années 200, il entame une carrière de réalisateur indépendant de films à thématique LGBT.

## Filmographie

### Réalisateur
- 1999 : Angel in the Toilet (court métrage)
- 2002 : Naughty Boys
- 2004 : I Want You to Kiss Me
- 2007 : Premier Amour (Hatsu-koi)
- 2010 : La Famille au grand complet (Kazoku konpurīto)
- 2014 : The Secret to My Silky Skin (Subesube no hihō)
- 2017 : Berlin Drifters, sur un scénario de Gengoroh Tagame

### Acteur

#### Cinéma et vidéo
- 1990 : Seifuku nusumi-dori-ma: Gekisha naburu de Hisayasu Satō
- 1991 : Rezubian reipu: Amai mitsujū de Hisayasu Satō
- 1991 : Seifuku lynch: Nejirikome! de Hisayasu Satō : Kazuhiko
- 1991 : Mibōjin hentai jigoku de Hisayasu Satō : Kiyotaka Hirai
- 1991 : Tōsatsu repooto: Insha! de Hisayasu Satō
- 1991 : Niizuma kahanshin: Washizukami de Hisayasu Satō : Hideyuki Yajima
- 1991 : Shudan chikan: Hitozuma nozoki de Kazuhiro Sano
- 1991 : Umagoya no reijō de Hisayasu Satō
- 1992 : Honban: Vibe sekkan de Hisayasu Satō
- 1992 : Chikan onanie nozoki de Kazuhiro Sano
- 1992 : Hitozuma gômon: Sandan-zeme de Hisayasu Satō : Yasushi Nakajima
- 1992 : Uwakizuma: Chijokuzeme de Kazuhiro Sano : Visitor4
- 1992 : Seifuku onanie: Shojo no shitagi de Hisayasu Satō
- 1992 : SM shūdan rō-zeme de Hisayasu Satō
- 1993 : Hentai terefon onanie de Kazuhiro Sano
- 1993 : Mofuku-zuma: Teimō nawa-dorei de Hisayasu Satō : Shindō
- 1993 : (Nama) tōchō ripōto: Chiwa de Hisayasu Satō
- 1993 : Kaikan onanie: Niizuma-hen de Hisayasu Satō
- 1993 : Nama honban: Nomihosu! de Hisayasu Satō
- 1993 : Chikan densha: Iyarashii kōi de Hisayasu Satō
- 1994 : Wakaoku-sama: Futomono-biraki de Hisayasu Satō
- 1994 : Chikan to nozoki: Fujin-ka byōtō de Hisayasu Satō
- 1994 : Iyarashii Hitozuma: Nureru de Hisayasu Satō
- 1994 : Kyoran furin-zuma: Atsui umeki de Kazuhiro Sano
- 1995 : Rafureshia de Hisayasu Satō : Toshio, le mari de Harumi
- 1995 : Monzetsu honban: buchikomu! de Toshiki Satō
- 1995 : Shufu baishun: Wakazuma seiyoku shori de Kenji Kawai
- 1995 : Reiko Married Woman 1 de Takashi Tsukamoto
- 1996 : Jintai-mokei no yuru de Hisayasu Satō
- 1997 : Okurimono de Tarō Araki
- 1997 : Shōnen no hanzai de Gunji Kawasaki
- 1997 : Nure jiri okami no nebari jiru de Tarō Araki
- 1997 : Kyuni tadori tsuite shimau de Kenji Fukuma
- 1998 : Atsui toiki de Hisayasu Satō
- 1998 : Chikan bōkō bus: Shigoku de Tarō Araki
- 1998 : Mibōjin no sei: Shippori nurete de Tarō Araki
- 1999 : Onna piano kyōshi: Yubi sasoi midasarete de Tarō Araki
- 1999 : Boku wa koi ni muchū de Yumi Yoshiyuki
- 1999 : Shufu no sei: Midara na yagai etchi de Tarō Araki
- 1999 : Tenshi no rakuen d'Akihiro Suzuki : Takachi
- 2000 : Chikan bus: Ijimete nurasu de Tarō Araki
- 2000 : Mofukuzuma: Shitchi no kaori de Tarō Araki
- 2000 : Hanba de kanjiru onna no sei de Tarō Araki
- 2001 : Okusama hikken! Kawana Mariko no hitozuma ai mode: Jōshi no tsuma o hazukashimeru de Mamoru Watanabe
- 2001 : Police de Tarō Araki
- 2001 : Uwaki na bokura de Yumi Yoshiyuki
- 2002 : Tenshi ga boku ni koi o shita de Tarō Araki : Gosuke Katsura
- 2002 : Naughty Boys de lui-même
- 2003 : Hard Rape: Susuri naku hitozuma de Tarō Araki : Gorō Hirama
- 2004 : I Want You to Kiss Me de lui-même (court métrage)
- 2007 : Premier Amour (Hatsu-koi) de lui-même : l'ex de Keigo
- 2010 : La Famille au grand complet (Kazoku konpurīto) de lui-même
- 2011 : Sora ni saku ai no chizu de Tarō Araki : Sugio Iba
- 2013 : Kiss Shite de Hotaru
- 2014 : Hanadama de Hisayasu Satō
- 2014 : Kyonyū mibōjin onegai! Yurushite... de Tarō Araki : Minoru Nishiwaki
- 2014 : The Secret to My Silky Skin (Subesube no hihō) de lui-même
- 2017 : Ore to aitsu no shūkin ryokō de Shinji Imaoka
- 2017 : Berlin Drifters de lui-même : Kōichi

#### Télévision
- 2023 : Konya sukiyaki dayo (1 épisode)